# Джеймс, Ричард Томпсон

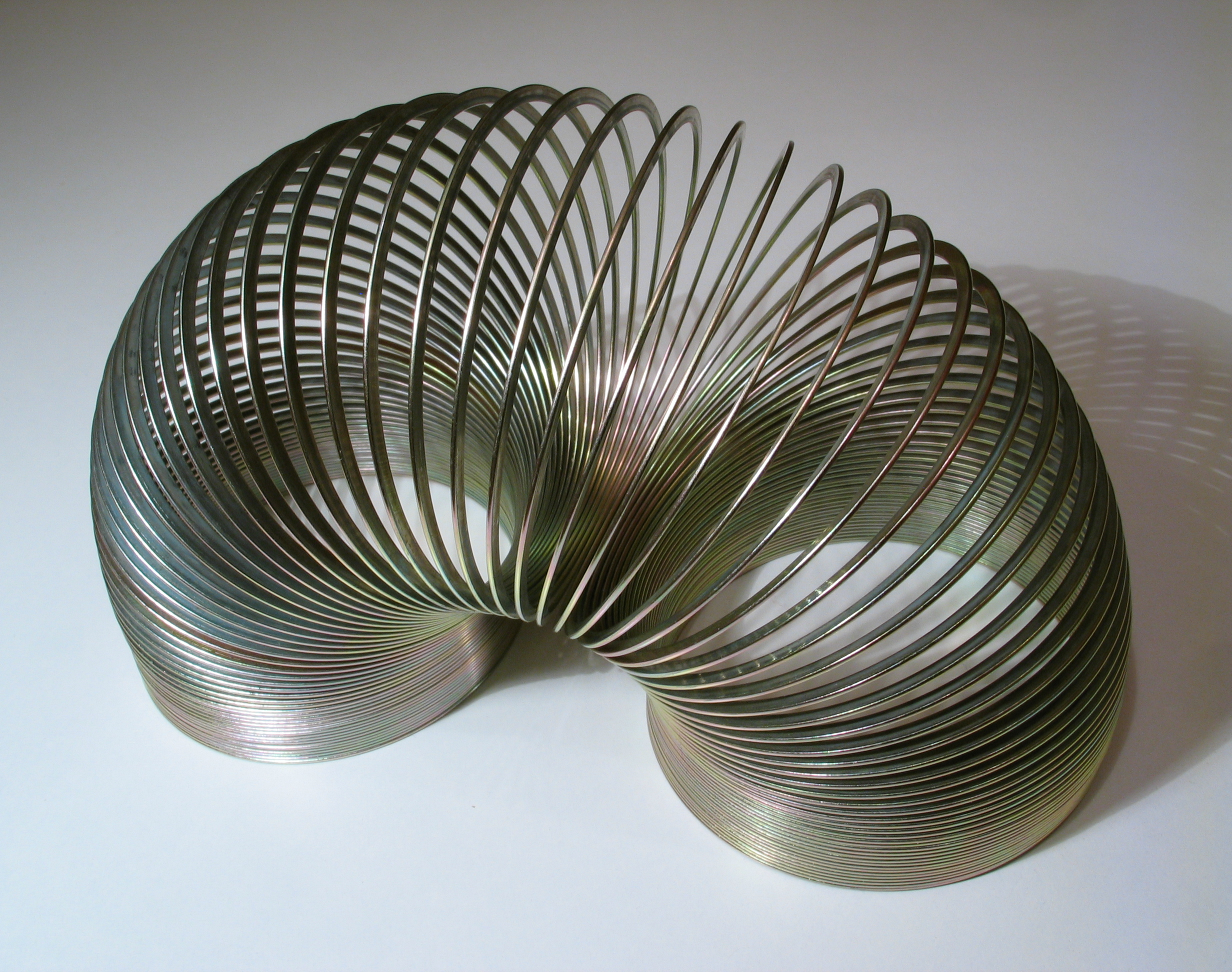
Слинки

Ри́чард То́мпсон Джеймс (1914—1974) — военно-морской инженер, Филадельфия, штат Пенсильвания. Он и его жена, Бетти, в первой половине 1940-х годов стали изобретателями игрушки-пружины слинки.
Джеймс окончил школу-интернат квакеров Вест-таун в Честере, штат Пенсильвания, в 1935 году. В 1939 году со степенью в области машиностроения окончил Университет штата Пенсильвания. В 1943 году Ричард Джеймс был морским инженером, пытавшимся разработать прибор, предназначенный для измерения мощности военно-морских кораблей.
Также Ричард Джеймс работал над устройством, которое должно было компенсировать качку и вибрации чувствительных судовых приборов даже в бурном море. Он работал с пружинами. Когда он случайно уронил одну из них и увидел, как пружина продолжала двигаться после удара о землю, ему пришла в голову идея новой игрушки.
Он взял кредит в $500 для начала производства и основал James Spring & Wire Company. Имя для новой игрушки было придумано его женой Бетти Джеймс. Слинки была успешно продемонстрирована на выставке в Филадельфии в 1945 году, а затем в 1946 году на американской ярмарке игрушек. Это стало огромным успехом, около 300 миллионов игрушек было приобретено с тех пор.
В 1950-х годах характер Ричарда начал изменяться. Джеймс становился всё более религиозным и не раз пытался уговорить семью отправиться в Боливию для занятия христианской миссионерской деятельностью. В 1960 году он уехал туда один, оставив Бетти и шестерых детей в США. Бетти тогда занимала пост генерального директора James Industries.
Ричард неоднократно пытался поддерживать общение и переписку с семьёй, однако Бетти прекратила контакты с ним и подала на развод, окончательно и надолго возглавив компанию по производству слинки.
Джеймс умер в 1974 году в Боливии.